# Маркевич, Игорь (композитор)
И́горь Бори́сович Марке́вич (фр. Igor Markevitch; 27 июля 1912, Киев, Российская империя ― 7 марта 1983, Антиб, Франция) ― русский , итальянский и французский дирижёр и композитор русского происхождения.

## Биография
Представитель малороссийского дворянского рода. Родился в семье пианиста Бориса Маркевича и Зои Похитоновой, дочери художника Ивана Похитонова. Правнук Председателя Петербургской судебной палаты Андрея Николаевича Маркевича (1830—1907), праправнук  историка Николая Андреевича Маркевича. Брат виолончелиста Димитрия Маркевича. Отец дирижёра Олега Каэтани.
В возрасте двух лет был вывезен родителями в Париж, в 1916 году из-за болезни отца (туберкулёз) семья обосновалась в Швейцарии. Первые уроки музыки получил от отца, с раннего возраста начал сочинять. В возрасте тринадцати лет Маркевич исполнил свою фортепианную сюиту «Свадьба» в присутствии Альфреда Корто, который взялся его обучать и помог опубликовать сочинение. Через два года Маркевич поступил в Нормальную школу музыки в Париже, где занимался фортепиано с Корто и композицией с Надей Буланже.
В 1929 году юный музыкант был представлен Сергею Дягилеву и сыграл ему фрагмент из своей Симфониетты, над которой в то время работал. Дягилев одобрил музыку и заказал Маркевичу концерт для фортепиано с оркестром и музыку к балету. Несмотря на разницу в возрасте, они стали интимными друзьями и совершили вдвоём романтическое путешествие по берегам Рейна. Концерт был написан в том же году и исполнен на открытии Дягилевских сезонов в театре «Ковент-Гарден» (партию фортепиано исполнял автор), однако балетный проект не был осуществлён из-за смерти Дягилева.
В 1930 году в Париже с успехом исполняется кантата Маркевича, в которой он использовал материал неоконченного балета, а ещё через год не меньший успех имеет его Кончерто гроссо. Музыка Маркевича привлекает внимание Жана Кокто, Дариюса Мийо, Роже Дезормьера, издательство Schott предлагает ему контракт на издание его сочинений. Вместе с Сержем Лифарем Маркевич работает над двумя балетами ― «Ребус» и «Полёт Икара», и, несмотря на то, что они так и не были поставлены, музыка обоих была исполнена в концерте. «Полёт Икара», исполненный в 1933 году под управлением Дезормьера, произвёл сенсацию в музыкальном мире. Необычный композиторский почерк, введение новых оркестровых красок (в частности, применение четвертитоновых интервалов) заставили говорить о Маркевиче как об одной из значительных фигур европейского музыкального модерна. Критики называли его «Игорем Вторым» (под Первым подразумевая Стравинского), Бела Барток говорил о влиянии музыки Маркевича на свои сочинения.
После нескольких лет жизни в Париже Маркевич уехал в Швейцарию и в апреле 1935 года женился на Кире Нижинской, дочери знаменитого танцовщика дягилевской труппы. Как и многие другие композиторы в 1930-е годы, он выступал в качестве дирижёра и пианиста. Дирижированием он ранее занимался частным образом у Пьера Монтё, успешно руководил голландской премьерой «Ребуса» и первым исполнением своей оратории «Потерянный рай» в Лондоне в 1935 году (заменив заболевшего Германа Шерхена, который должен был стоять за пультом). Как пианист в эти годы Маркевич совершенствуется у Альфредо Казеллы, и его творчество впоследствии окажет существенное влияние на развитие не только пианистического, но и композиторского искусства Маркевича. Он сближается с итальянским музыкальным авангардом и принимает участие в фестивалях «Музыкальный май», а незадолго до начала войны женится на графине Донне Каэтани (1921—1990), наследнице старинного итальянского рода, восходящего в XIV век к папе Бонифацию VIII. В связи с женитьбой Маркевич переезжает во Флоренцию. В 1943 году он пишет новую редакцию «Падения Икара», из которой убраны все модернистские элементы, и в тот же год становится активным участником итальянского Движения Сопротивления (позднее ему будет присуждена золотая медаль «Партизан Северной Италии»).
С этого времени Маркевич жил также и в центре Рима, в палаццо Каэтани, доставшемся его жене по наследству. В 1956 году у супругов в Лозанне родился сын Олег, ныне итальянский композитор и дирижёр. В мае 1978 года напротив палаццо Каэтани террористы из «Красных бригад» оставили красный автомобиль «Рено», в багажнике которого полиция обнаружила тело убитого экс-премьера и лидера Христианско-демократической партии Италии Альдо Моро. В связи с этим международная пресса неоднократно муссировала тему возможной вовлечённости симпатизировавшего «бригадирам» Игоря Маркевича в это событие, однако значимых доказательств получено не было.
После войны Маркевич почти перестаёт сочинять и переключается на дирижёрскую деятельность. Он много гастролирует как приглашённый дирижёр (в 1955 дебютировал в США с Бостонским симфоническим оркестром), становится главным дирижёром симфонических оркестров Стокгольма (1952―1955), Монреаля (1955―1960), Филармонического оркестра Гаваны (1957―1958), оркестра Ламурё в Париже (1957―1961). 
В 1960 году впервые посетил с гастролями СССР. С 1948 года Маркевич даёт мастер-классы по всему миру, в том числе в Моцартовском университете Моцартеум (Зальцбург), в 1963 году проводит семинар по дирижированию в Московской консерватории. Познакомившись в Москве с художником Анатолием Зверевым, Маркевич приобрёл у «русского Ван Гога» несколько десятков работ и вывез их из СССР. Благодаря этому, в 1965 году в парижской галерее «Motte» по инициативе Маркевича состоялась первая зарубежная персональная выставка Анатолия Зверева.
Он впервые записал ряд сочинений современных композиторов ― Лили Буланже, Луиджи Даллапикколы, Дариюса Мийо, Фредерика Момпу, а также цикл из всех симфоний Чайковского с Лондонским симфоническим оркестром. В 1970-е годы начал работу над новой редакцией симфоний Бетховена и над автобиографией.
В течение долгого времени Маркевич избегал исполнения своей музыки, но когда в 1978 году получил предложение от Брюссельской филармонии продирижировать «Потерянным раем», согласился. Концерт имел большой успех, и, воодушевлённый положительными отзывами критики, Маркевич принял решение возродить собственные сочинения и заново их опубликовать. В его планах также была организация международных дирижёрских мастер-курсов и фестивалей. В 1982 году он вновь посетил с концертами СССР и наиболее восторженный приём получил в родном Киеве. Через год Маркевич умер от инфаркта, оставив планы неосуществлёнными.

## Основные сочинения
Вокальные сочинения
- Кантата для сопрано, мужского хора и оркестра, на слова Жана Кокто (1929―1930)
- Псалом для сопрано и малого оркестра (1933)
- «Потерянный рай», оратория на собственный текст для сопрано, меццо-сопрано, смешанного хора и оркестра (1933―1935)
- «Лоренцо Великолепный» концертная симфония для сопрано и оркестра, на слова Лоренцо Медичи (1940)

Оркестр
- Симфониетта F-dur (1928―1929)
- Концерт для фортепиано с оркестром (1929)
- Кончерто гроссо (1930)
- Партита для фортепиано и малого оркестра (1931)
- Сюита из балета «Ребус» (1931)
- Сюита из балета «Падение Икара» для двух фортепиано и ударных (1932; вторая оркестровая редакция ― 1943)
- «Гимны» для малого оркестра (1936)
- Маленькая сюита по мотивам Шумана для малого оркестра (1933)
- «Песнь любви» (1936)
- «Новый век» (1937)
- «Голубой Дунай» (1944, по И. Штраусу)

Камерные сочинения
- «Свадьба» для фортепиано (1929)
- Серенада для скрипки, кларнета и фагота (1931)
- Галоп для камерного ансамбля (1932)
- «Стефан-поэт» для фортепиано (1939―1940)
- Вариации, фуга и послание на тему Генделя для фортепиано (1941)
- Оркестровки сочинений Мусоргского (песни), Глинки (Увертюра на русские темы), Баха («Музыкальное приношение»)
- Новая редакция симфоний Бетховена (1982)

## Избранные литературные сочинения
- «Введение в музыку» (Париж, 1940)
- «Сделано в Италии» (Лондон, 1949)
- «Органный пункт» (Париж, 1959)
- «Être et avoir été» (Париж, 1980)
- «Завещание Икара» (Париж, 1984)
- Статьи в книгах и журналах